# الفتحة (العراق)
الفتحة  منطقة على شاطئ دجلة الشرقي في أقصى شمال قضاء العلم شمال محافظة صلاح الدين، في وسط شمال جمهورية العراق، اسم المنطقة مقاطعة 53 صديرة الفتحة،(1) وموقعها بين دائرتي عرض (38.79) و (38.83) شمالاً وخطَّي طول (43.31) و (43.34) شرقاً. المسافة بين الفتحة وبغداد 230 كيلومتراً، وبينها وبين تكريت 55 كيلومتراً، وبينها وبين بيجي 12 كيلومتراً، عدد سكان صدر الفتحة 561 ساكناً حتى سنة 2010، ومساحتها 23652 دونماً عراقياً.

## مضيق الفتحة

مضيق الفتحة في منطقة الفتحة شمال قضاء العلم في محافظة صلاح الدين، وتظهر جبال حمرين وجبال مكحول مفصولة بنهر دجلة وبأرض سهلية ضيقة لا جبال فيها

الفتحة في منطقة متموجة، وفيها حقول كبريت، ومضيق الفتحة يفصل مرتفعات حمرين عن مرتفعات مكحول ويكون مجرى النهر فـي هـذا الجزء فقط محاطاً بسهل ضيق. قال جابر خليل رئيس القسم الفني في مديرية التحريات الأثرية "الفتحة اسم منطقة تقل على مسافة 230 كم شمالي مدينة بغداد، وعندها يمر نهر دجلة بين جبلي حمرين شرقاً ومكحول غرباً، وتكثر فيها عيون القار والكبريت وتصلح أن تكون مصحّاً ومكاناً سياحياً ممتازاً، أما بشأن اسمي الجبلين [حمرين ومكحول] فيحتمل أنهما مشتقان من تُربتهما".

## آثار منطقة الفتحة
- تل عجاجي: في قرية الهنشي، جنوب الفتحة، والبعد بينهما كلومتران ونصف.
- تل الذهب: في قرية تل الذهب، شمال الفتحة، والبعد بينهما 8 كيلومترات.
- تل برشم: في غرب الفتحة على الساحل الغربي لنهر دجلة في قرية المصلخة، والبعد بين المصلخة والفتحة 7 كيلومترات.
- موقع بريج: في قرية بريج، في منطقة الفتحة، قال جابر خليل "ربما أن هذا الاسم تصغير لكلمة برج..تنتشر اللُقى الأثرية على أرضه".[7]

## الطرق إلى الفتحة
- من كركوك فالرياض إلى الفتحة 78 كيلومتراً.
- من كركوك فالعباسي إلى الفتحة 139 كيلومتراً.[8]

## الهوامش
- «1»: وذُكرت باسم «صدرة الفتحة ووادي الرفيع» وذُكر أيضاً «صدر الفتحة».[9]